# Липовська сільська рада (Архангельський район)
Ли́повська сільська рада (рос. Липовский сельский совет) — муніципальне утворення у складі Архангельського району Башкортостану, Росія. Адміністративний центр — село Благовіщенка.

## Населення
Населення — 1265 осіб (2019, 1351 в 2010, 1529 в 2002).

## Склад
До складу поселення входять такі населені пункти:
| Населений пункт                 | Населення, осіб (2002) | Населення, осіб (2010) |
| ------------------------------- | ---------------------- | ---------------------- |
| Аси, присілок                   | 22                     | 32                     |
| Білорус-Александровка, присілок | 122                    | 86                     |
| Благовіщенка, село              | 542                    | 490                    |
| Кумурли, село                   | 319                    | 296                    |
| Новокизилярово, присілок        | 39                     | 30                     |
| Новочишма, присілок             | 160                    | 166                    |
| Новошареєво, присілок           | 287                    | 223                    |
| Нові Сарти, присілок            | 38                     | 28                     |